# Вартоапеле де Сус (Телеорман)
Вартоапеле де Сус (рум. Vârtoapele de Sus) насеље је у Румунији у округу Телеорман у општини Вартоапе. Oпштина се налази на надморској висини од 83 m.

## Становништво
Према подацима из 2002. године у насељу је живело 1278 становника, од којих су сви румунске националности.